# Arrampicata sportiva
L'arrampicata sportiva è una disciplina sportiva ed è uno stile di arrampicata che si basa su ancoraggi permanenti fissi alla roccia come protezione/sicurezza. Il termine è usato in contrapposizione all'arrampicata tradizionale o trad, facente uso invece di protezioni amovibili come nut e friend. Poiché l'equipaggiamento è usato esclusivamente per l'assicurazione e non per aiutare la progressione, l'arrampicata sportiva è considerata un tipo di arrampicata in libera.
Oltre a uno stile di arrampicata, l'arrampicata sportiva è una disciplina sportiva regolamentata a livello internazionale e nazionale.
Per quanto riguarda le competizioni l'arrampicata sportiva è regolamentata a livello internazionale dall'International Federation of Sport Climbing. A livello nazionale, la federazione di riferimento è la Federazione Arrampicata Sportiva Italiana.

## Storia delle competizioni
Nel 1985 si svolge Sportroccia in Valle Stretta vicino a Bardonecchia, la prima competizione internazionale di arrampicata della storia. Nel 1985 e 1986 Sportroccia viene anche utilizzato per proclamare il Campione italiano, conferendo il titolo agli atleti italiani meglio piazzati. Dato il grande successo delle prime competizioni di arrampicata nel 1987 viene fondata a Torino la Federazione Arrampicata Sportiva Italiana. Nel 1989 si svolge la prima Coppa del mondo lead di arrampicata organizzata dall'UIAA, circuito di gare organizzato annualmente. Nel 1990 la FASI viene riconosciuta dal CONI Disciplina Sportiva Associata.
Nel 1991 si svolge il primo Campionato del mondo di arrampicata, evento a cadenza biennale, e solo dal 1992 si svolge il primo Campionato europeo di arrampicata (sempre a cadenza biennale).
Dal 1998 si introduce la prima Coppa del mondo speed di arrampicata, circuito di gare organizzato annualmente e un anno dopo vede la luce la prima Coppa del mondo boulder di arrampicata, a cadenza annualmente.
Nel 2007 nasce l'International Federation of Sport Climbing (IFSC) staccandosi dall'UIAA (Unione Internazionale delle Associazioni Alpinistiche), passo fondamentale per arrivare al sogno olimpico. Infatti nel 2010 l'IFSC viene riconosciuta dal CIO e solo un anno dopo viene inserita l'arrampicata in una rosa di otto sport uno dei quali parteciperà ai Giochi olimpici del 2020.  Nel 2016 il comitato olimpico comunica ufficialmente che l'arrampicata sportiva parteciperà alle olimpiadi.

### Difficoltà (Lead)
La disciplina di difficoltà, detta comunemente lead, consiste nell'effettuare una scalata su delle vie di arrampicata, ovvero dei tracciati che si sviluppano in altezza lungo una parete di arrampicata rocciosa o artificiale. 
Nelle competizioni di arrampicata sportiva della disciplina lead gli atleti arrampicano sui tracciati (vie) appositamente predisposti che si sviluppano in altezza, moschettonando in sequenza tutti i punti di protezione; il punto più alto raggiunto determina il posizionamento del concorrente in classifica. Ad ogni presa viene assegnato un punteggio progressivo e ha 2 valori: "caricata" se viene impugnata; "utilizzata" se dopo averla impugnata si inizia un movimento che però non permette di raggiungere la presa successiva. Il massimo punteggio si ha nell'arrivare con entrambe le mani all'ultima presa: il "top". Si può effettuare con la corda di sicurezza dall'alto, nei giovanissimi, o con corda dal basso.

### Velocità (Speed)

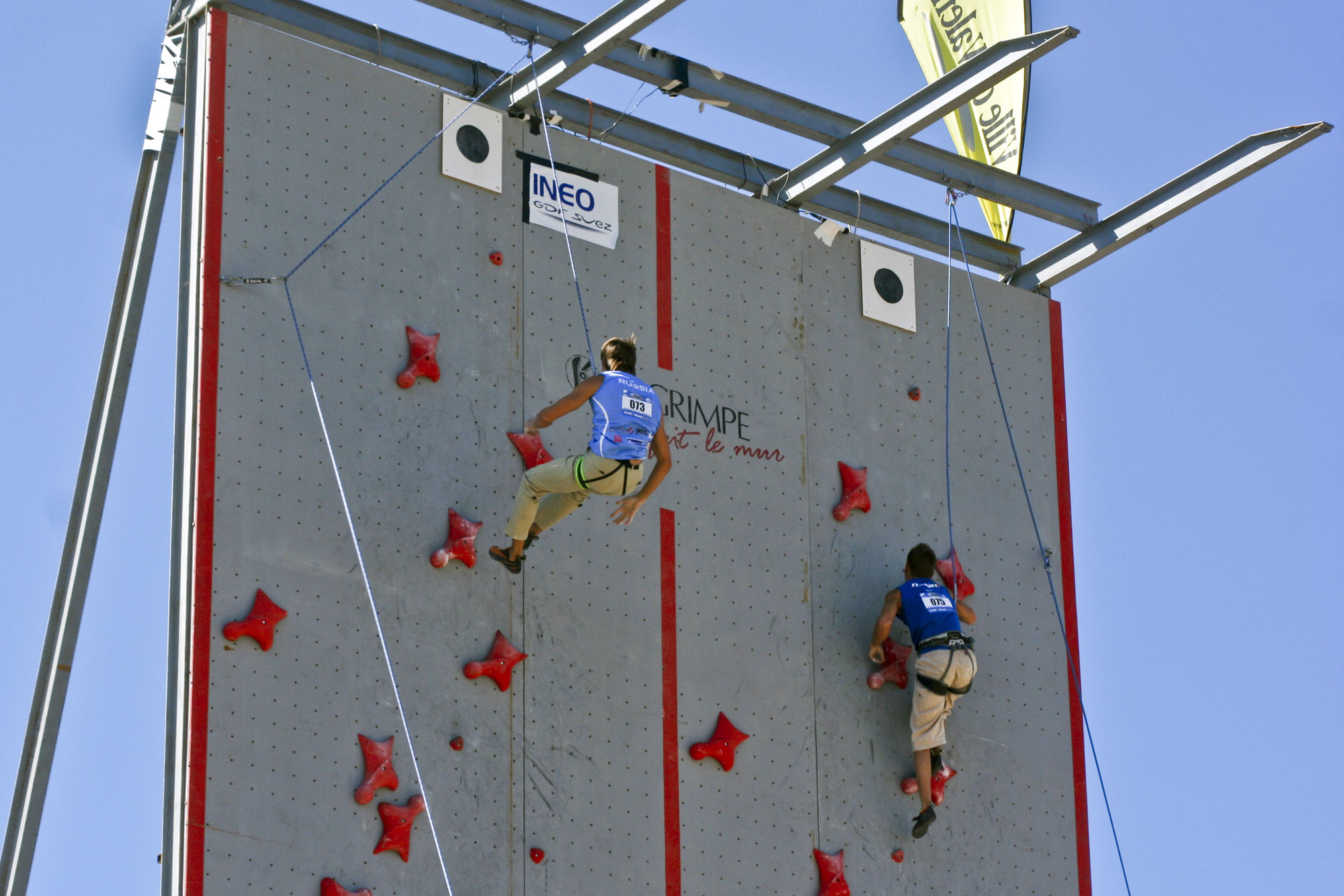
Particolare sulla parte finale del muro: in evidenza il sistema di moulinette e i pulsanti per fermare il cronometro

La disciplina di velocità, detta speed, consiste nel completare una via (normalmente di grado medio/basso) nel minor tempo possibile. Nelle competizioni di arrampicata sportiva della disciplina speed gli atleti arrampicano con la corda dall’alto su tracciati opportunamente preparati (record format o classic format). Il tempo di salita determina il posizionamento di un concorrente in classifica. Dal 2007 la IFSC ha omologato un muro di arrampicata di 10 m o 15 m dove effettuare le competizioni. La via da competizione è fornita di un sistema di cronometraggio alla partenza e all'arrivo, un sensore in cima alla via che permette agli atleti di fermare il tempo. La via viene salita con l'imbrago attaccato all'auto belay cioè un meccanismo che tiene autonomamente arrotolata la corda con una molla e accompagna dolcemente al suolo in caso di caduta, in modo che l'atleta possa concentrarsi solo sul tempo di salita.

### Boulder

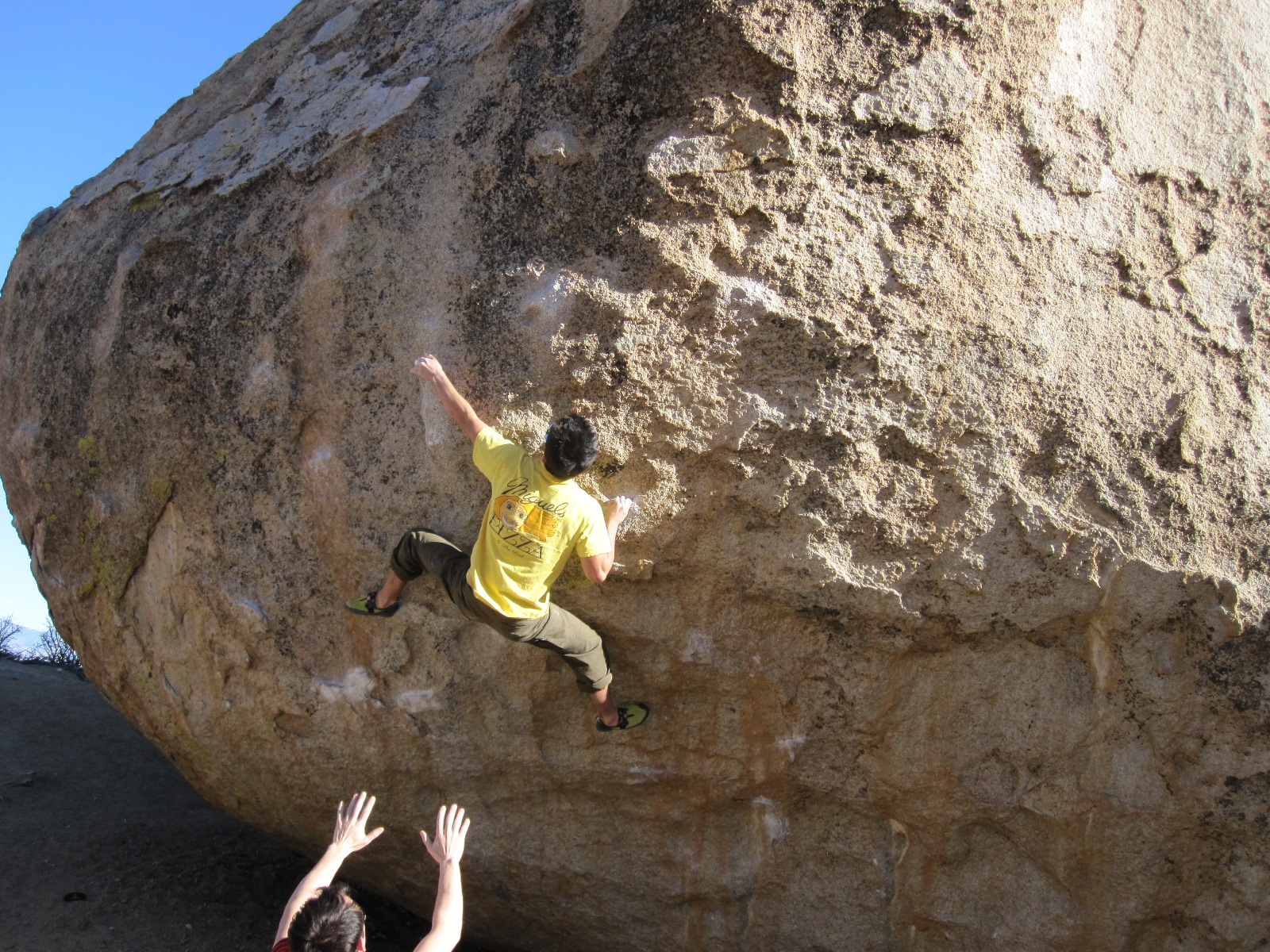
Bouldering (7A+/V7) a Buttermilks, Bishop nello stato della California

La specialità boulder consiste nell'arrampicare su tracciati brevi, massimo 4 metri, di diversa difficoltà chiamati boulder o blocchi, senza l'utilizzo della corda e dell'imbragatura; alla base della parete vi sono dei materassi a protezione delle cadute. Nelle competizioni di arrampicata sportiva della disciplina boulder Il numero di blocchi completati determina il posizionamento di un concorrente in classifica. Richiede uno sforzo di breve durata ma di massima intensità e prevede una serie limitata di movimenti, 7-8 in media. Bisogna partire con tutti e 4 gli arti appoggiati su prese obbligate di "start" per completare il percorso che culmina con un "top" (presa finale) che dev'essere tenuto dall'atleta per almeno 2 secondi consecutivi. Vengono contati il numero di tentativi impiegati nel raggiungere il "top" in un determinato tempo che è, in genere, di 4 o 5 minuti. Si ha, inoltre, una presa intermedia chiamata "zona" (o "bonus") che attribuisce un ulteriore punteggio, sempre a seconda del numero di tentativi impiegati per raggiungerla.

### Formule di gara non ufficiali
Durante le varie edizioni del Rock Master sono state presentate altre formule di gara come il Duello e il Team Speed. Il Duello è un parallelo in cui due atleti salgono in moulinette due vie affiancate, vince l'atleta che arriva in cima nel minor tempo. Il Team Speed è una gara di velocità a squadre simile a una staffetta e si svolge sulla via omologata della IFSC.

## Competizioni
Senior
- Campionato del mondo; competizione biennale, a cui possono partecipare atleti di ogni nazione, in cui sono presenti le tre discipline ufficiali (lead, speed e boulder) più le gare paraolimpiche.
- Campionato europeo; competizione biennale, a cui possono partecipare solo atleti di nazionalità europea, in cui sono presenti le tre discipline ufficiali (lead, speed e boulder).
- Campionato nazionale; competizione annuale svolta in ogni nazione, in cui sono presenti le tre discipline ufficiali (lead, speed e boulder).
- Coppa del mondo; circuito internazionale di gare che si svolge ogni anno per ogni singola disciplina.
- Giochi mondiali; competizione quadriennale riservata agli sport non inseriti nei programmi olimpici, sono presenti le discipline di lead e speed.

Giovanili
- Campionato del mondo giovanile; competizione annuale riservata ai ragazzi under20 di ogni nazione.
- Campionato europeo giovanile; competizione annuale riservata ai ragazzi under20 di nazionalità europea.
- Coppa Europa giovanile; circuito internazionale di gare, riservata ai ragazzi under20 di nazionalità europea, che si svolge ogni anno per ogni singola disciplina.